# Elecciones presidenciales de Timor Oriental de 2022
Las elecciones presidenciales de Timor Oriental de 2022 se realizaron en dicho país el 19 de marzo del mismo año. Dado que ningún candidato alcanzó la mayoría absoluta, se realizará una segunda vuelta el 19 de abril del mismo año entre los dos candidatos más votados.

## Sistema electoral
El presidente es elegido por mayoría absoluta, si ningún candidato la obtiene, se realiza una segunda vuelta entre los dos candidatos más votados.

## Campaña

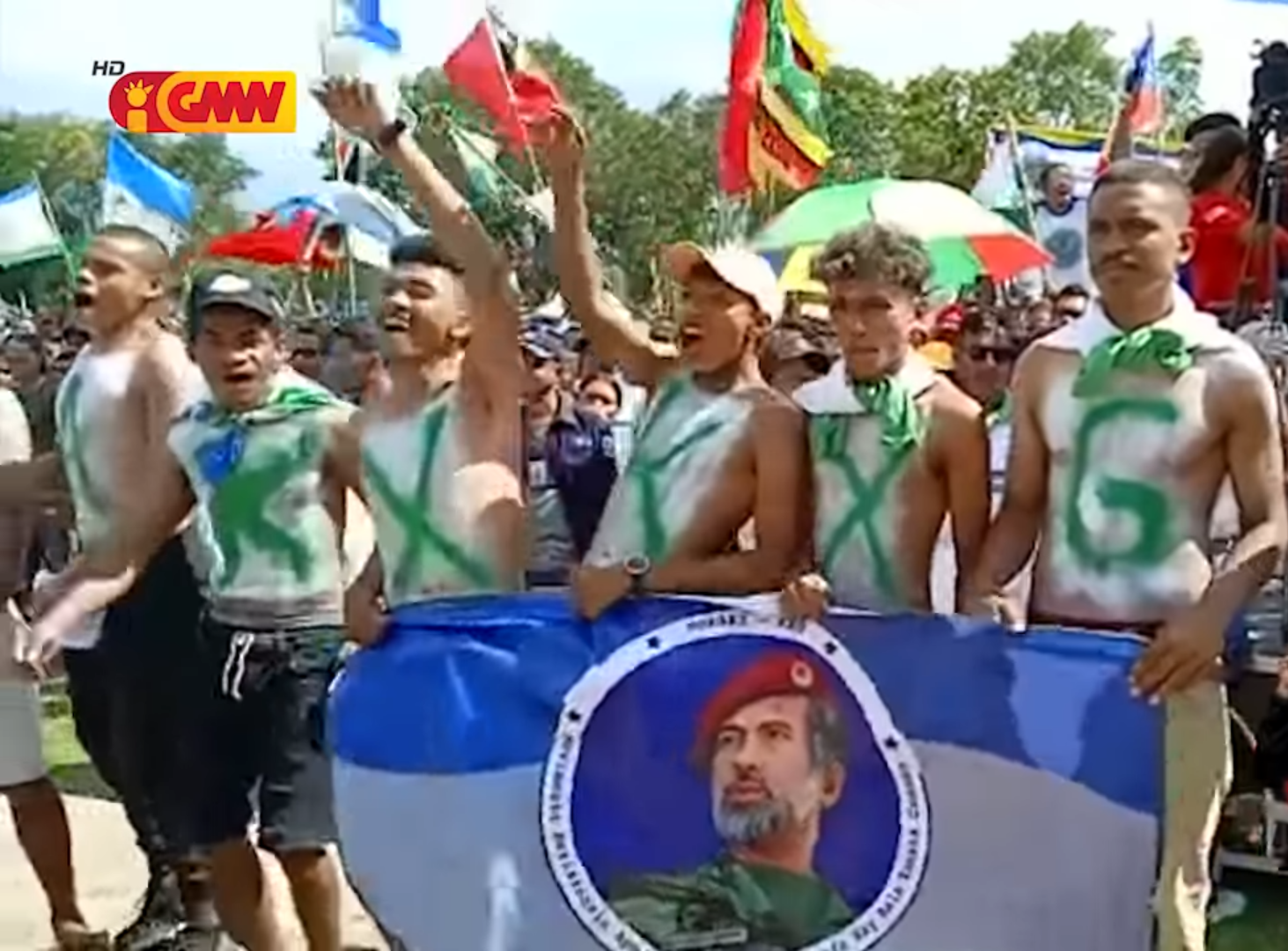
Seguidores de Ramos-Horta en un mitin

La campaña fue descrita como "en gran medida pacífica y competitiva" por el observador electoral de la UE Ruiz Devesa. Los votantes más jóvenes, con convicciones regionales y afiliaciones partidarias menos fuertes, fueron considerados un bloque de votantes fundamental durante las elecciones, y se consideró que contribuyeron al tercer puesto de la candidata de KHUNTO, Armanda Berta dos Santos.
El actual presidente Francisco Guterres fue respaldado por Mari Alkatiri. La campaña de Ramos-Horta fue apoyada por Xanana Gusmão, quien fue apodado el "hacedor de reyes de Timor Oriental". La campaña entre Guterres y Ramos-Horta fue vista por algunos analistas del Instituto Lowy como un conflicto entre Alkatiri y Gusmao, que respaldaban a candidatos opuestos. Fuentes externas consideraron que la administración anterior de Guterres estaba en un punto muerto político desde 2017. Se percibía que Guterres estaba realizando una campaña competitiva a pesar de su resultado en la primera ronda, donde quedó segundo. Sin embargo, el exmiembro del Fretilin y candidato en cuarto lugar, Lere Anan Timur, se negó a respaldar a Guterres o Ramos-Horta. Fretilin realizó una campaña afirmando que Ramos-Horta no era apto para ser presidente, culpándolo por la violencia política y la crisis que ocurrió durante su mandato como primer ministro en 2006.
El expresidente José Ramos-Horta salió de su retiro cuando declaró que el actual presidente Francisco “Lu-Olo” Guterres había violado la constitución. Guterres se había negado previamente a tomar juramento a varios ministros del partido de Ramos-Horta con el argumento de que actualmente estaban siendo investigados legalmente por corrupción. Ramos-Horta afirmó que, en caso de ganar las elecciones presidenciales, disolvería el parlamento y convocaría nuevas elecciones. Ramos-Horta se basó en una plataforma de reducción de la pobreza, aumentando los servicios de atención médica para madres e hijos, así como aumentando la creación de empleo. También afirmó que quería intentar mejorar la comunicación entre los partidos políticos gobernantes con el fin de aumentar la estabilidad. Además, Ramos-Horta manifestó su intención de trabajar con el gobierno para abordar los problemas de la cadena de suministro derivados de la actual pandemia de COVID-19 y la guerra en Ucrania.

### Observación internacional
Andrew Jacobs, el representante de la Unión Europea en Timor Oriental, dijo que una delegación de la UE de Bruselas participaría en el proceso de observación de las elecciones de 2022. El representante de la embajada de Estados Unidos en Dili, el encargado de negocios Tom Daley, dijo que Estados Unidos enviaría observadores para supervisar el proceso electoral. Agregó que Estados Unidos "ha apoyado a Timor Orinetal en el desarrollo de la democracia desde la independencia" y que Estados Unidos tenía planes de enviar observadores para garantizar la transparencia de las elecciones y la libertad de los votantes para poder "elegir a los candidatos sin intimidación de ningún partido".

## Candidatos
| Candidato | Candidato                        | Partido       | Notas         |
| --------- | -------------------------------- | ------------- | ------------- |
| 1         | Isabel da Costa Ferreira         | Independiente | [ 17 ]        |
| 2         | Hermes da Rosa Correia Barros    | Independiente | [ 17 ]        |
| 3         | Ángela Freitas                   | Independiente | [ 17 ]        |
| 4         | Rogelio Lobato                   | Independiente | [ 17 ]        |
| 5         | Anacleto Bento Ferreira          | PDRT          | [ 17 ]        |
| 6         | Francisco Guterres               | Fretilín      | [ 18 ] [ 17 ] |
| 7         | Milena Pires                     | Independiente | [ 17 ]        |
| 8         | Lere Anan Timur                  | Independiente | [ 17 ]        |
| 9         | Armanda Berta dos Santos         | KHUNTO        | [ 17 ]        |
| 10        | Antero Benedito Silva            | Independiente | [ 17 ]        |
| 11        | Constâncio da Conceção Pinto     | Independiente | [ 17 ]        |
| 12        | Virgilio da Silva Guterres       | Independiente | [ 17 ]        |
| 13        | Martinho Germano da Silva Gusmão | PUDD          | [ 18 ] [ 17 ] |
| 14        | José Ramos-Horta                 | CNRT          | [ 18 ] [ 17 ] |
| 15        | Felizberto Araújo Duarte         | Independiente | [ 17 ]        |
| 16        | Mariano Sabino Lopes             | PD            | [ 17 ]        |

## Resultados
La segunda vuelta de las elecciones se celebró el 19 de abril de 2022. La segunda vuelta fue entre José Ramos-Horta, un expresidente, y el titular Francisco Guterres . En la segunda vuelta se impuso Ramos-Horta con el 62,1% de los votos.
|  | 46.56 % |

|  | 62.10 % |

|  | 22.13 % |

|  | 37.90 % |

|  | 8.70 % |

|  | 7.57 % |

|  | 7.26 % |

|  | 2.03 % |

|  | 1.32 % |

|  | 1.23 % |

|  | 0.83 % |

|  | 0.65 % |

|  | 0.42 % |

|  | 0.39 % |

|  | 0.32 % |

|  | 0.26 % |

|  | 0.24 % |

|  | 0.11 % |

|  | 100 % |

|  | 100 % |

|  | 98.16 % |

|  | 99.16 % |

|  | 0.56 % |

|  | 0.25 % |

|  | 1.26 % |

|  | 0.58 % |

|  | 77.25 % |

|  | 75.17 % |

|  | 100 % |

|  | 100 % |

## Consecuencias
El premio Nobel y expresidente José Ramos-Horta obtuvo una victoria aplastante sobre el actual presidente Francisco Guterres en la segunda vuelta. Hablando a sus simpatizantes en un mitin, Ramos-Horta proclamó: "He recibido este mandato de nuestro pueblo, de la nación en una demostración abrumadora del compromiso de nuestro pueblo con la democracia". Agregó que no había hablado personalmente con Guterres después de la victoria, pero que había recibido una invitación de la oficina de Guterres para discutir la entrega del poder después de las elecciones.
El Departamento de Estado de los Estados Unidos felicitó a Ramos-Horta por su elección como próximo presidente de Timor-Leste y expresó su deseo de fortalecer la asociación entre los Estados Unidos y Timor-Leste. En un comunicado, elogiaron la elección, afirmando; “Felicitamos a las autoridades timorenses, incluida la Secretaría Técnica para la Administración Electoral y la Comisión Nacional de Elecciones, por administrar elecciones libres, justas y transparentes y a los cientos de miles de votantes timorenses que emitieron sus votos pacíficamente. La elección de Timor-Leste sirve como inspiración para la democracia en el Sudeste Asiático, la región del Indo-Pacífico y el mundo. Este logro representa otro hito en el tremendo trabajo de Timor-Leste para construir y fortalecer su democracia sólida y vibrante durante sus casi 20 años de historia como nación independiente". La victoria de Ramos-Horta también fue felicitada por el presidente de Portugal, Marcelo Rebelo de Sousa, quien le dio "las más calurosas felicitaciones por la elección como presidente de la República de Timor-Leste".